# Coranus subapterus

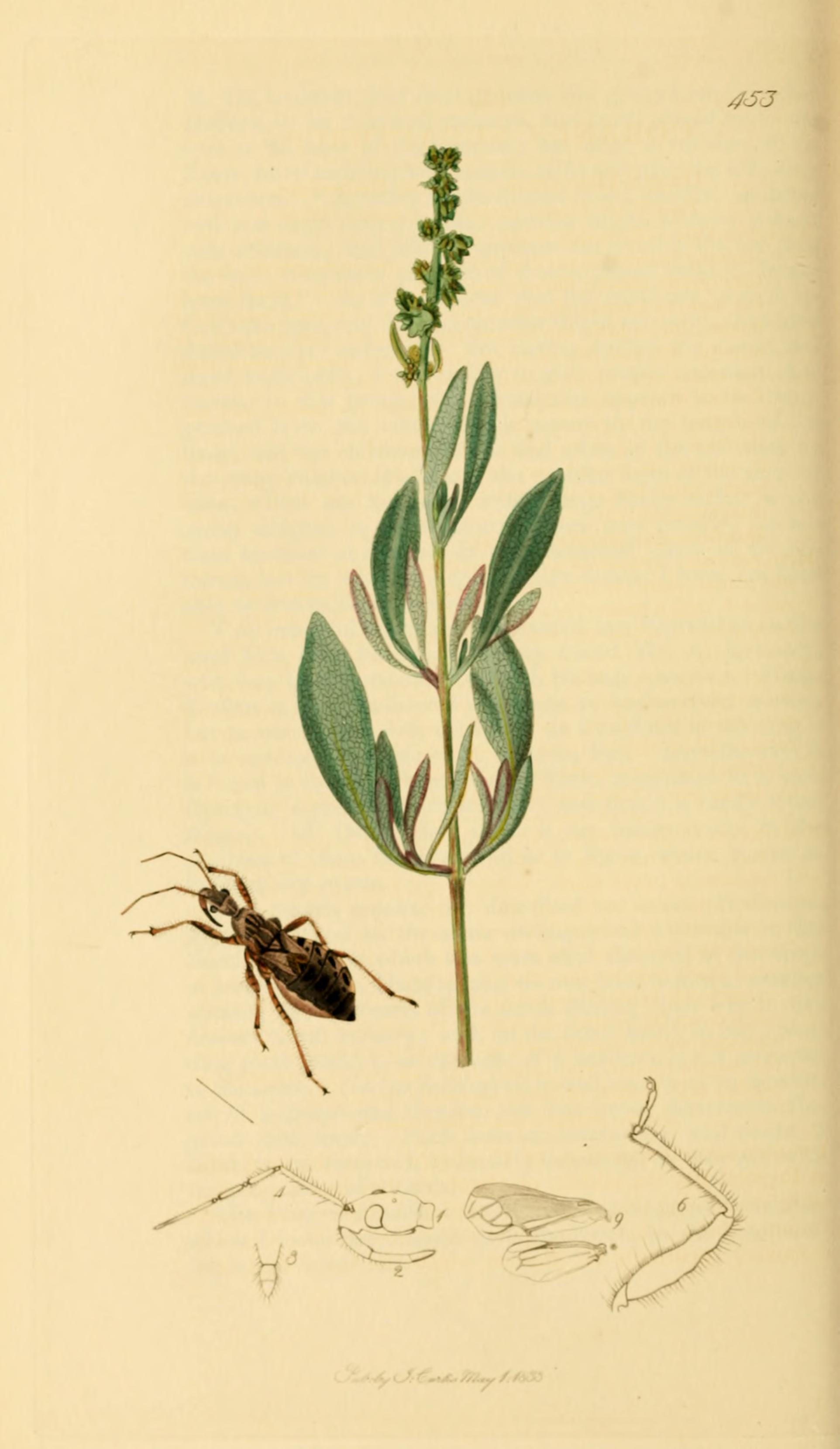
Illustration von Coranus subapterus aus John Curtis´ British Entomology (1824–1840)

Coranus subapterus, auch Kurzflügelige Raubwanze genannt, ist eine Wanzenart aus der Familie der Raubwanzen (Reduviidae).

## Merkmale
Die Wanzen werden 9,0 bis 12,5 Millimeter lang. Ihr Körper ist bräunlichgrau bis aschgrau gefärbt und grau behaart. Der Kopf trägt einen gelblichen Längsstrich und ist hinter den Facettenaugen schlank kegelförmig. Das zweite Glied der Fühler ist unmerklich kürzer als das dritte. Das erste Glied ist sehr lang. Das Schildchen (Scutellum) trägt hinten einen spitzen, gelblichen, aufgerichteten Dorn. Die Tiere haben überwiegend mehr oder weniger stark bis sogar schuppenförmig verkürzte Flügel. Es gibt auch Individuen mit voll entwickelten Flügeln (makropter), wobei nicht selten auch solche Tiere vorkommen, die einseitig makropter sind, also entsprechend auf der anderen Seite verkürzte Flügel haben.

## Vorkommen und Lebensraum
Die Art ist in Europa und östlich bis Zentralasien und den Westen Sibiriens verbreitet. In Deutschland und Österreich kommt sie verbreitet vor und tritt auch in den höheren Lagen der Mittelgebirge und der Alpen auf. Sie ist nicht selten. Besiedelt werden trockene, warme, offene Lebensräume ohne Präferenzen bei der Bodenbeschaffenheit. Man findet sie in vegetationsfreien sandigen und auch in felsigen oder grobkiesigen Lebensräumen sowie auf ausgetrockneten Moorböden oder an vom Salz beeinflussten Orten. Von der kaum ausbreitungsfähigen Art werden allerdings Lebensräume gemieden, bei denen die Sukzession der Vegetation rasch voranschreitet, wie etwa auf Ackerbrachen oder Ruderalstandorten.

## Lebensweise
Coranus subapterus ist tagaktiv und kann häufig unterhalb der Blattrosetten von Königskerzen (Verbascum), Natternköpfen (Echium) und unter niedrig liegenden Zweigen von Feld-Beifuß (Artemisia campestris) oder in den Polstern von Thymianen (Thymus) gefunden werden. Die Imagines klettern kaum an den Pflanzen nach oben. Sie und auch die Nymphen jagen verschiedene Insekten, wie etwa Bodenwanzen, aber auch Webspinnen und Weberknechte. Pro Jahr wird nur eine Generation ausgebildet. Die Eier überwintern. Die Nymphen treten ab Ende April/Anfang Mai auf und sind ab Juli adult. Die Adulten können bis Oktober oder selten auch November beobachtet werden. Die Paarungszeit ist im August und September.

## Belege